# Aleksander Milwiw-Baron
Aleksander Milwiw-Baron (ur. 13 grudnia 1983 we Wrocławiu) – polski gitarzysta, saksofonista, kompozytor, producent muzyczny i multiinstrumentalista. Członek zespołu Afromental.

## Życiorys

### Dzieciństwo
Urodził się i wychował we Wrocławiu. Jest synem Piotra Barona, saksofonisty jazzowego. Ma dwoje rodzeństwa: brata Adama, muzyka zespołu Pink Freud, i siostrę Marię. Jego babka ze strony ojca (Marlena Milwiw) była aktorką, a dziadek ze strony ojca (Adam Baron) był pisarzem, doktorem nauk medycznych i oficerem ze Lwowa.
Jest absolwentem Państwowej Szkoły Muzycznej im. Karola Szymanowskiego we Wrocławiu: I stopnia w klasie fortepianu i II stopnia w klasie saksofonu. Ukończył także studia na Uniwersytecie Wrocławskim.

### Kariera muzyczna
W 2007 został laureatem pierwszej edycji ogólnopolskiego konkursu dla producentów muzycznych „Coke Live Fresh Noise”.
Współpracował z artystami, takimi jak m.in.: Blog 27 (z którym zdobył m.in. Europejską Nagrodę Muzyczną MTV dla najlepszego polskiego wykonawcy i European Border Breakers Awards 2007), Mrozu, EastWest Rockers, Mesajah, Miloopa, Natural Dread Killaz, Riddim Bandits, Maria Sadowska czy Dziun. Z Robertem Krawczykiem wyprodukował projekt Karate Basstards specjalizujący się w szeroko pojętej muzyce elektronicznej.
W latach 2016 i 2017 uczestniczył w kilku koncertach w ramach trasy koncertowej Hansa Zimmera. 24 stycznia 2020 wystąpił podczas koncertu charytatywnego Artyści dla Mai, który odbył się w klubie „Stodoła” w Warszawie.

### Inne przedsięwzięcia
Wystąpił w niezależnych produkcjach filmowych i jako „Lizo”, członek zespołu B 27, kolega Patryka w serialu TVN 39 i pół (2008, 2009).
Wspólnie z Tomaszem Lachem uczestniczył w programie TVP2 Bitwa na głosy (2012), a także jest trenerem w programach: The Voice of Poland (2013–2017, od 2019) i The Voice Kids (2018–2025). 23 kwietnia 2015 poprowadził z Lachem 21. galę wręczenia nagród polskiego przemysłu fonograficznego Fryderyki 2015, a 21 marca 2019 zostali ogłoszeni ambasadorami kampanii społecznej Fundacji Orange pod hasłem #jestnaswiecej. 3 lutego 2020 wraz z Tomaszem Lachem otrzymał Telekamerę „TeleTygodnia” 2020 w kategorii „Juror”, a w 2022 zostali nagrodzeni w kategorii „Juror 25-lecia”.

### Życie prywatne
W 2014 zaręczył się z Katarzyną Grabowską, a w maju 2017 – z Czariną Russell. Jego partnerkami były także: Aleksandra Szwed (2011–2013), Julia Wieniawa (2019) i Blanka Lipińska (2020). 6 kwietnia 2024 poślubił byłą fotomodelkę Sandrę Kubicką, z którą ma syna, Leonarda (ur. 2024). 9 marca 2025 Kubicka za pośrednictwem Instagrama poinformowała o złożeniu pozwu rozwodowego, ale kilka miesięcy później potwierdziła wycofanie dokumentów rozwodowych.

## Filmografia
| Rok  | Tytuł                                                        | Rola                                   | Reżyser                                      |
| ---- | ------------------------------------------------------------ | -------------------------------------- | -------------------------------------------- |
| 2008 | 39 i pół                                                     | „Lizo”                                 | Mitja Okorn Łukasz Palkowski Łukasz Jaworski |
| 2009 | 39 i pół                                                     | „Lizo”                                 | Mitja Okorn Łukasz Palkowski Łukasz Jaworski |
| 2010 | Och, Karol 2                                                 | muzyka do piosenki „Rock&Rollin' Love” | Piotr Wereśniak                              |
| 2011 | Śniadanie do łóżka                                           | muzyka do piosenki „Rock&Rollin' Love” | Krzysztof Lang                               |
| 2012 | Uprising44: The Silent Shadows (gra wideo)                   | Maciek (głos)                          | Jacek Kwiecień                               |
| 2014 | Siedmiu krasnoludków ratuje Śpiącą Królewnę (Der 7bte Zwerg) | Herman (polski dubbing)                | Boris Aljinovic, Harald Siepermann           |
| 2016 | Rock Dog. Pies ma głos! (Rock Dog)                           | Lemmy (polski dubbing)                 | Ash Brannon                                  |